# 收割機

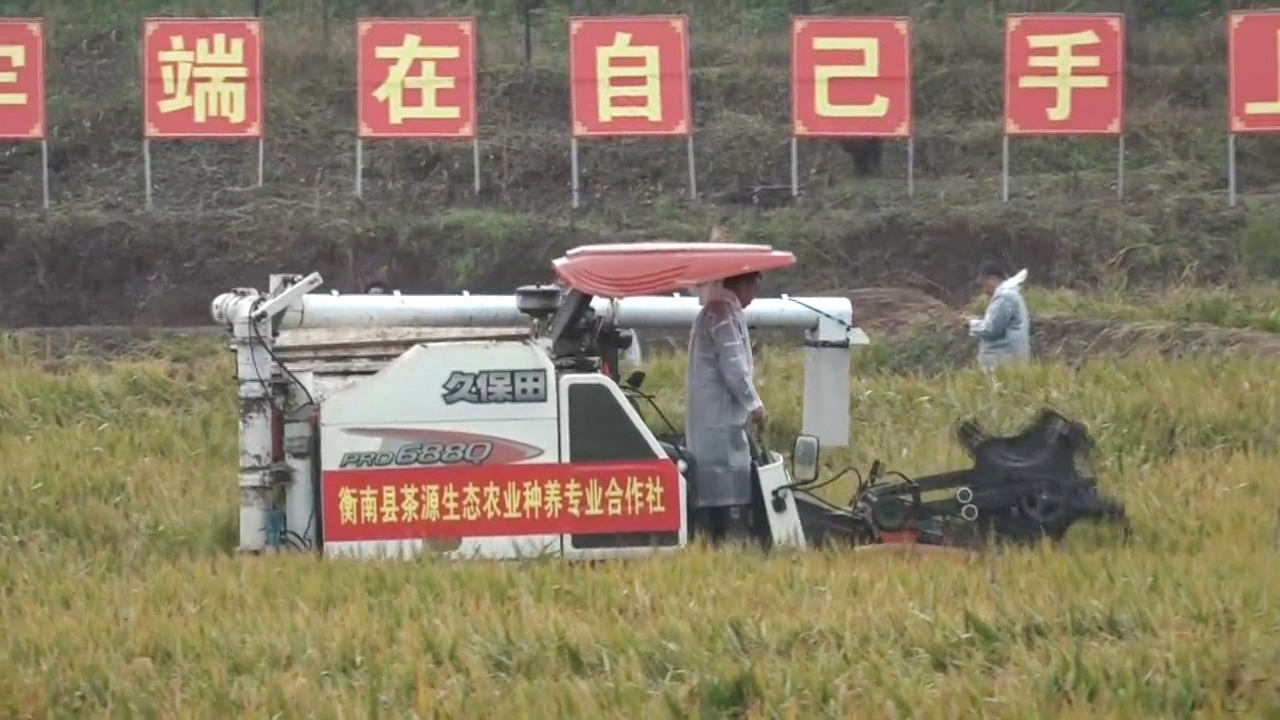
衡南县一个农业合作社的履带收割机参与袁隆平主导的杂交水稻试验，摄于2020年11月

收割机是一种農業机械，用來收割农作物。全自動化的收割并且完成脱粒，再通过传送带输出；半自動化的收割机用人工操作，将农作物的禾秆铺放在田间，然后由谷物收获机械完成收集脱粒。

## 全自動收割机
在平原上使用收割机时，应先调整拨禾轮以及刀具。将收割区域划分区域，每块区域不应超过收割机拨禾轮的3分之2。收割机启动后应有一名人员随后检查。收割后的脱壳农作物应及时储存，秸秆严禁燃烧处理。

## 半自動收割机
半自動收割机為可携带式，并且大多并不含脱壳作用。人工便携式收割机必须带有保护装置。人工收割机大多在山区等无法使用大型全自動机械收割的地方。

## 註解
1. ↑  由人工或其他方式处理而去掉保护壳的植物